# Statuia generalului Aleksandr Suvorov din Dragosloveni
Statuia generalului Aleksandr Suvorov din Dragosloveni este un monument ecvestru închinat generalissimului rus Aleksandr Suvorov, amplasat în satul Dragosloveni din comuna Dumbrăveni (județul Vrancea), la intersecția DN2 (E85) cu DJ Dumbrăveni-Vintileasca.

## Istoric

Monumentul original al contelui A.V. Suvorov Ramnitzkky de la Râmnicul Sărat, 1913, reprezentat pe o medalie comemorativă de alamă, cu diametrul de 65 mm, gravor B.W. Edwards din Odessa şi efectuată de casa W. Mayer şi Fr. Wilhelm din Stuttgart.

Inițiativa ridicării unui monument în memoria generalissimului rus Suvorov a aparținut Societății Istorice Militare Ruse, care a declanșat formalitățile legale în iunie 1911. Locul ales al amplasării monumentului a fost pe terasa superioară dreaptă a râului Râmna, în comuna Dumbrăveni (pe atunci Plăinești - lângă calea ferată Ploiești-Bacău, pe un câmp plantat cu pomi), întrucât, în anul 1789, generalul rus a câștigat două mari victorii împotriva turcilor la Focșani și la Râmnicu Sărat, țarina Ecaterina a II-a a Rusiei acordându-i titlul onorific de „Rîmnikski” și rangul de conte. Inaugurarea statuii a avut loc în prezența unei Comisii Militare ruse și române în anul 1913, participând la acest eveniment și scriitorul român Alexandru Vlahuță.
Monumentul avea dimensiuni impresionante, fiind încadrat de un grilaj de fier forjat, executat cu un rafinament artistic având în jur bordură de beton cu răzoare de flori. Statuia îl reprezenta pe Suvorov călare pe un cal de stepă cu bicornul în mână rostind „Să ne ajute Dumnezeu vitejilor. Ura!”. 
Statuia a fost montată pe un soclu de granit roșu de Finlanda ce era înconjurat de trei basoreliefuri în bronz. Pe basorelieful central era reprezentată bătălia cavaleriei ruse la Câmpul Mieilor, basorelieful din stânga reprezenta pe cazacii și grenadierii ruși intrând în cetatea turcă și producând o panică groaznică, iar basorelieful din dreapta îi reprezenta pe husarii din Regimentul IV al prințului de Coburg, în partea stângă fiind reprezentat prințul călare, având în spate cavaleria de rezervă.

Fotografie de epocă a monumentului, încadrat de un grilaj de fier forjat.

Ca urmare a începerii Primului Război Mondial, în anul 1916 rușii au demontat statuia și basoreliefurile și le-au trimis în Rusia. Ele au fost remontate la Odessa, iar mai târziu la Ismail, unde se află și în prezent.

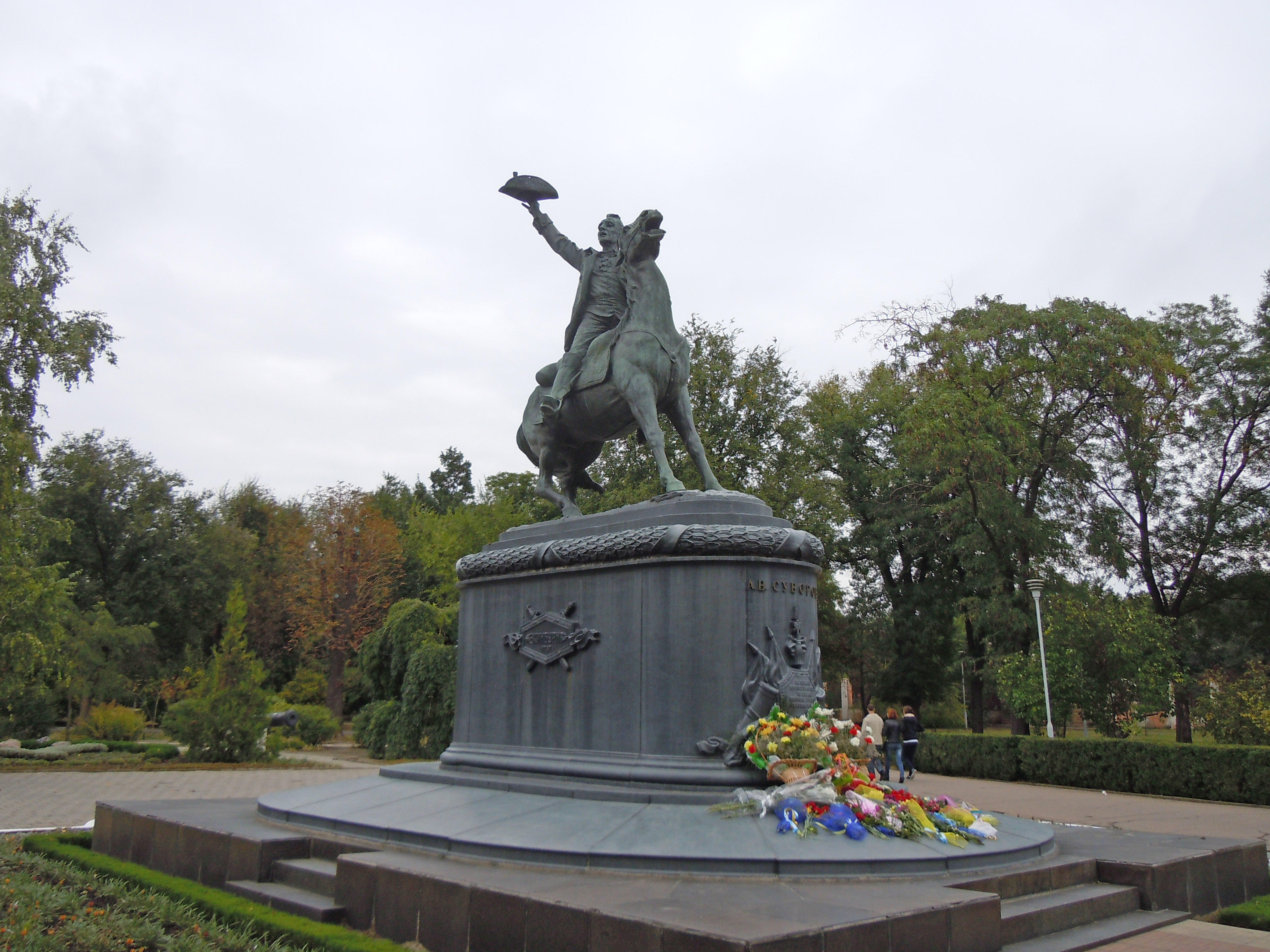
Statuia lui Suvorov amplasată în Ismail, Ucraina.

În 1949, cu prilejul împlinirii a 160 de ani de la victoria lui Suvorov împotriva turcilor, Comisia Monumentelor Istorice și Artistice a Academiei RPR a hotărât restaurarea monumentului, cu care prilej, în partea din față a soclului acestuia, a fost montată o placă de marmură având dăltuită următoarea inscripție în limbile română și rusă:
Acest monument va fi restaurat ca semn al recunoștinței și prieteniei poporului român față de marele popor sovietic; el a fost ridicat în amintirea victoriei dobândite asupra năvălitorilor turci, la 22 septembrie 1789 pe Câmpia Râmnicului de către armata rusă sub comanda strălucitului comandant de oști, generalissimul A. V. Suvorov. În rândurile armatei ruse au luptat numeroși voluntari români. Glorie eternă invincibilului comandant de oști, A. V. Suvorov, care a luptat pentru eliberarea poporului nostru de sub jugul turcesc.
Soclul de la Dumbrăveni, rămas fără cal și călăreț, poate fi văzut și astăzi.

## Noul monument
În anii '50, comuna Dumbrăveni a fost denumită Suvorov. Cu prilejul împlinirii a 170 de ani de la victoria lui Suvorov, în anul 1959, a fost ridicată o nouă statuie în centrul comunei Dumbrăveni, la intersecția DN2 (E85) cu drumul județean Dumitrești-Bogza. Actuala statuie este opera sculptorului Marius Butunoiu.
Există informații, neconfirmate însă prin documente, că Statuia ecvestră a lui Carol I din București, operă a sculptorului croat Ivan Meštrović, nu a fost topită în întregime, ci doar Regele Carol I, calul fiind păstrat și „reciclat” în Statuia generalului Alexandr Suvorov din Dragosloveni, statuie ecvestră, terminată în 1957 de Marius Butunoiu și inaugurată în 1959, considerată a fi prima reprezentare ecvestră realizată de un sculptor român.
În aprilie 2007, persoane necunoscute au scris cu vopsea roșie pe partea din față a soclului statuii generalului Aleksandr Suvorov cuvintele „Basarabia, pământ românesc!”. La 30 aprilie 2007, la doar câteva zile de la această întâmplare, primarul comunei Dumbrăveni a trimis câțiva angajați ai Primăriei pentru a acoperi cu var soclul statuii, a îndepărta urmele de graffitti și a efectua lucrări periodice de întreținere a spațiului și a vegetației adiacente.  Statuia a fost păzită pentru o perioadă de către un angajat al Primăriei și doi câini lupi. Numai că, la 9 mai 2007, a fost scrisă o altă inscripție pe partea laterală a soclului statuii care conținea cuvintele „Moarte rușilor!”. Și această inscripție a fost acoperită cu var. Reprezentanți ai Oficiului Național pentru Cultul Eroilor în frunte cu inspectorul E. Tiron s-au deplasat la Focșani pentru a investiga situația profanării statuii generalului Aleksandr Vasilievici Suvorov.
Monumentul a fost restaurat și la 24 noiembrie 2021 a avut loc ceremonialul organizat de Ambasada Rusiei în România, dedicat omagierii marelui comandant de oști rus Aleksandr Suvorov. Evenimentul, care a marcat și finalizarea restaurării monumentului, a avut loc în prezența lui Valeri Kuzmin, ambasadorul extraordinar și plenipotențiar al Federației Ruse în România și a oficialităților locale din Dumbrăveni și Focșani.

## Mărturii contemporane
Mateiu Caragiale nota următoarele: La 29 aprilie 1912, aflându-mă cu tatăl meu la Dragosloveni (la Vlahuță), am mers să vedem, aproape de Plăinești, amplasamentul unde avea să se înalțe monumentul marelui Suvorov, care a zdrobit acolo, la 11.X.1789, armata turcească. Soclul era instalat, lucra și un bătrân, ce semăna cu Tolstoi. Statuia ecvestră a sosit anul următor, din Rusia, unde s-a reîntors după trei ani. La inaugurarea acestui monument (6.XI.13) am fost propus pentru decorare de către șambelanul și consilierul de stat Boris Arseniev, însărcinatul cu afaceri la București și, mai târziu, vice-guvernator al Basarabiei.

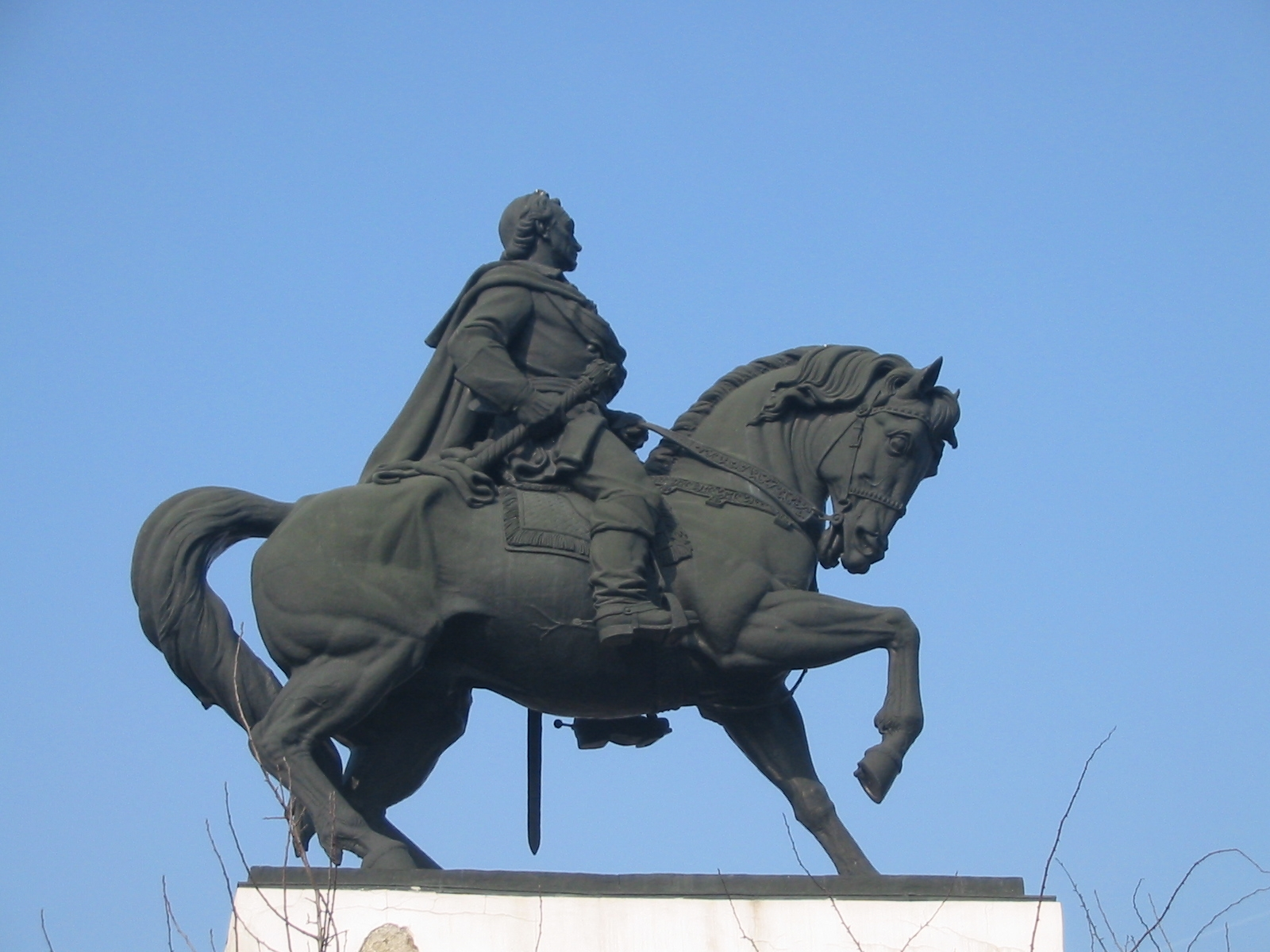
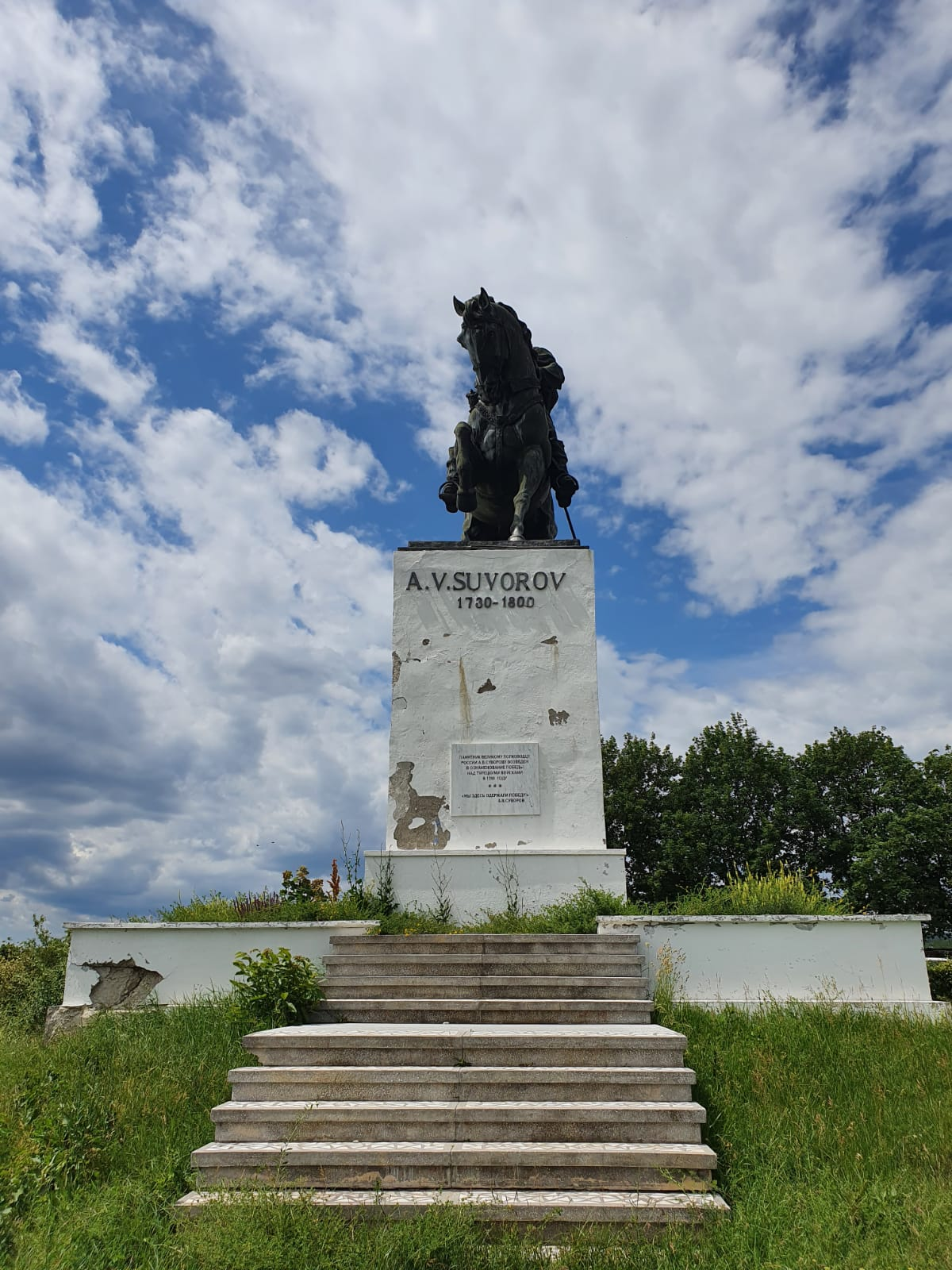
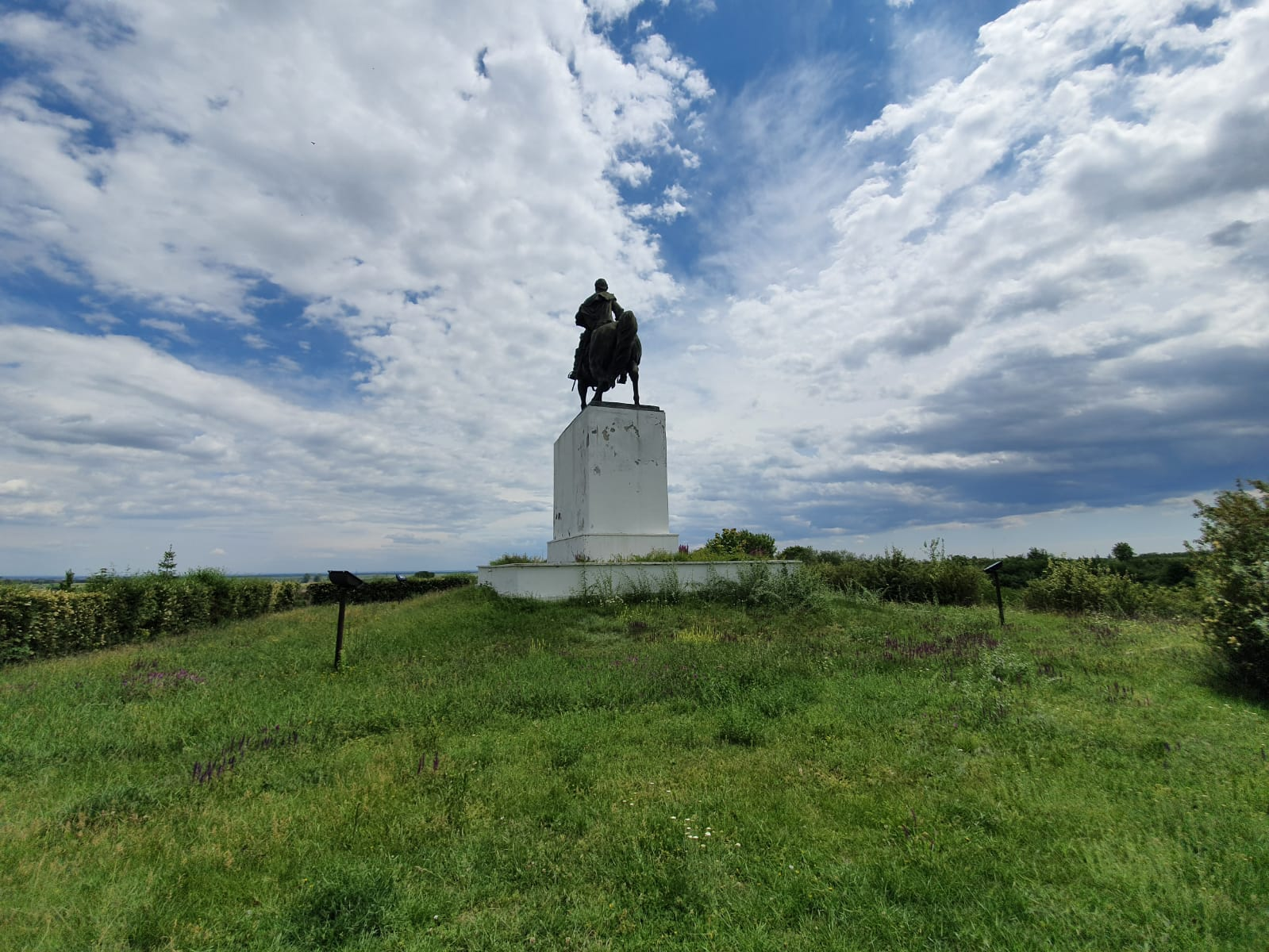
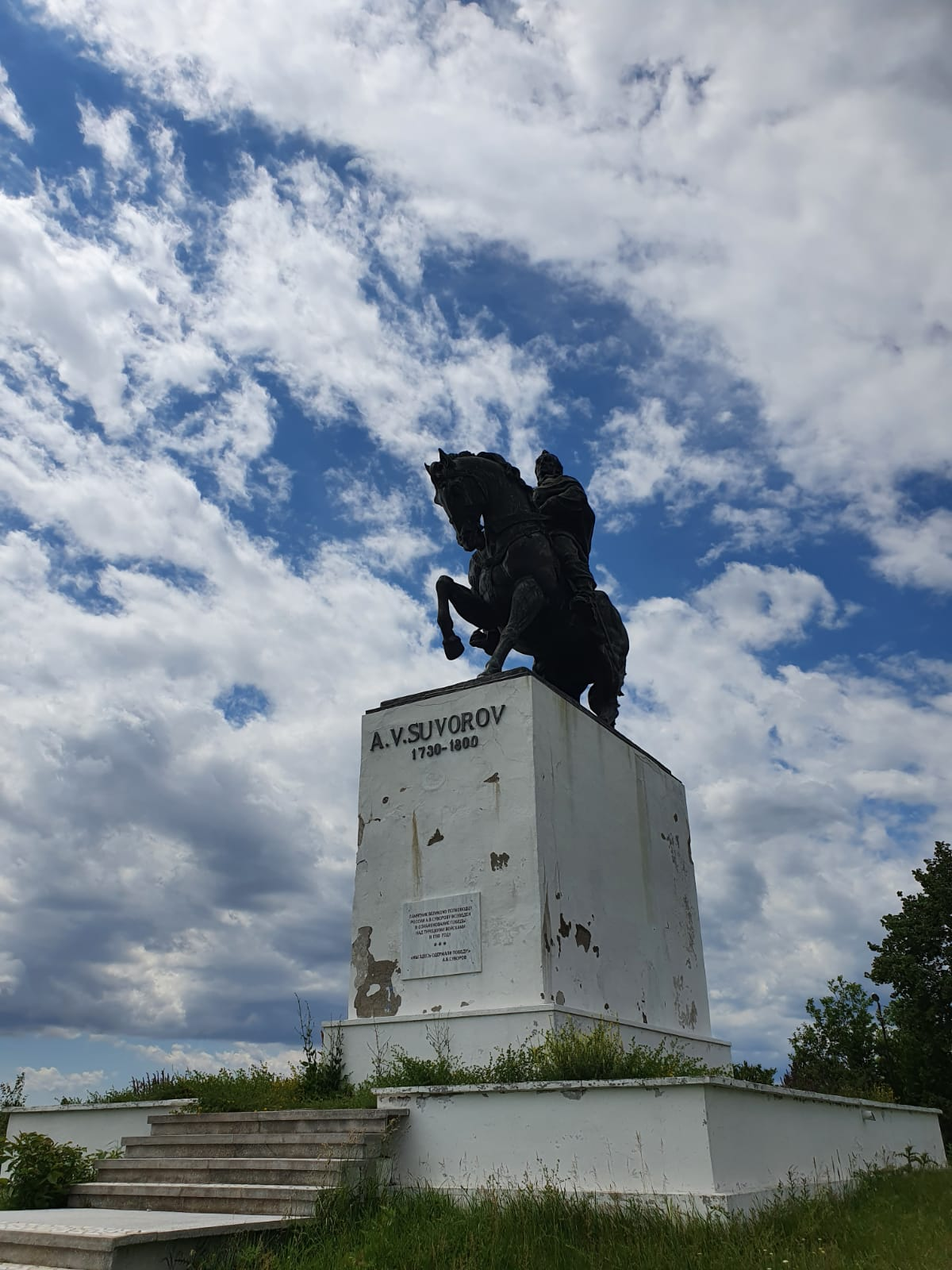
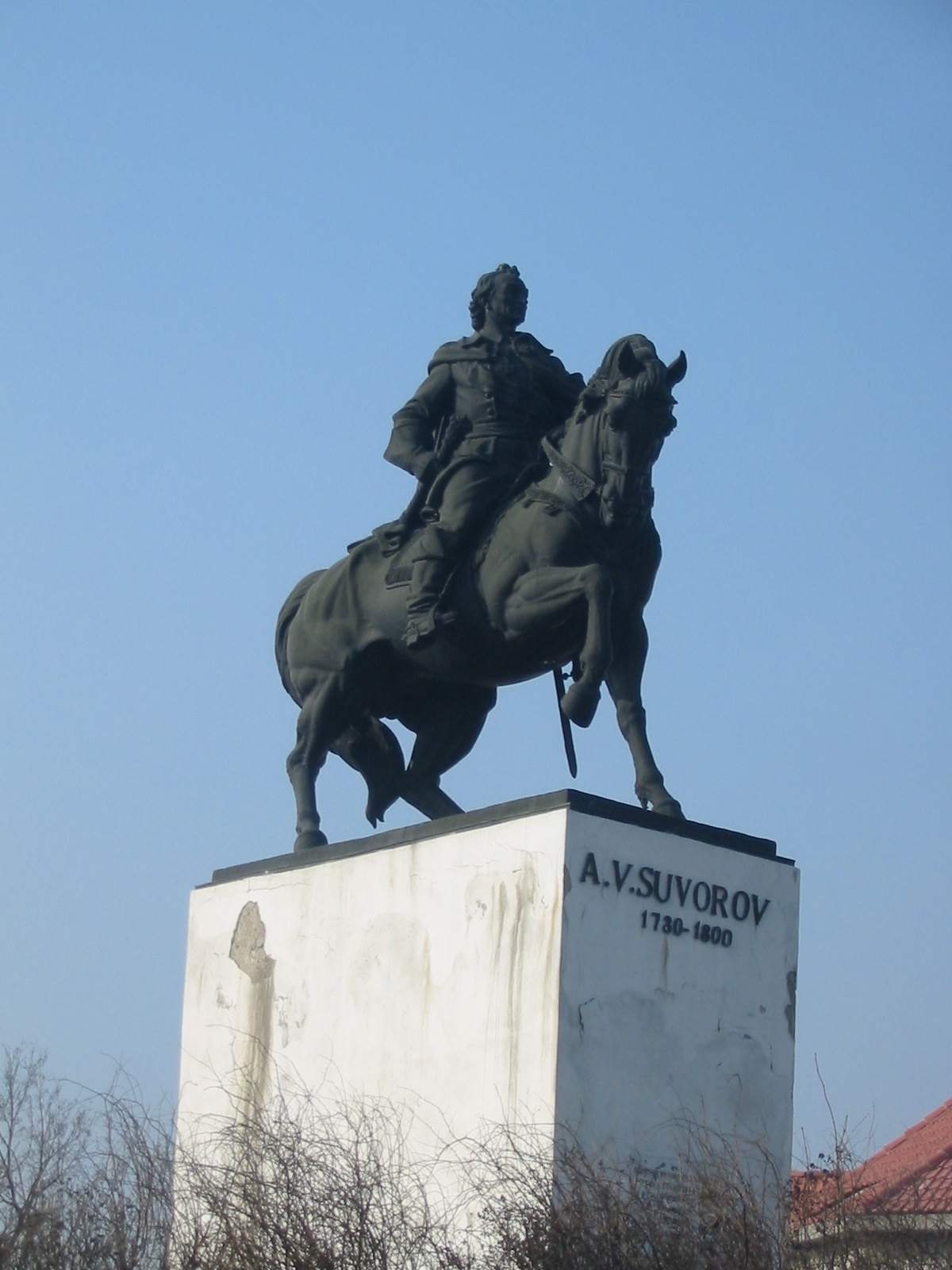

## Monument istoric
În prezent, statuia generalissimului Aleksandr Suvorov este catalogată drept monument istoric înscris în LMI din anul 2004 cu numărul de clasificare VN-III-m-B-06582 - deși doar statuia originală aflată la Ismail ar putea întruni condițiile pentru a fi monument istoric.

## Imagini

Inscripția „Basarabia, pământ românesc” pe soclul statuii
Inscripția „Basarabia, pământ românesc” pe soclul statuii